# Aulacopilum glaucum
Aulacopilum glaucum là một loài rêu trong họ Erpodiaceae. Loài này được Wilson mô tả khoa học đầu tiên năm 1848.